# Викенгаузер, Франц Адольф
Викенгаузер, Франц Адольф (1809 — 06.06.1891) - буковинский краевед и издатель. Родился в Вурцбахе (Нижняя Австрия). Супруга - Мария Йозефина. С 1837 - чиновник финансовых учреждений на Буковине. Издал исторические очерки и подборки документов (переводы с немецкого) о некоторых местностях Буковины, а также историю Манявского скита в Галичине. Недостаточно владея методикой исторического исследования, В. допускал необоснованные утверждения, нередко неправильно переводил древние термины, искажал географические названия. Коллекция Викенгаузера в Государственном архиве Черновецкой обл. содержит акты по истории крупного землевладения на Буковине в XV — 1-й пол. XIX вв.
Благодаря исследованиям Викенгаузера, историей этого края заинтересовался Фридрих Раймунд Кайндль, создавший труд "История Черновцов", к которому и по сей день обращаются исследователи.